# 113ª Squadriglia radar remota
La 113ª Squadriglia radar remota (113ª Sq.R.R.) (callsign:  Pedro, ICAO: LIVH) è un ente dell'Aeronautica Militare situato a Portogruaro (VE), precedentemente nota come 13º Gruppo radar dell'Aeronautica Militare. Essa concorre alla salvaguardia dello spazio aereo nazionale garantendo l'efficienza del sensore Radar e della rete aerotattica di comunicazione terra-bordo-terra del Nord-Est.
Nel 2007 la stazione radar è stata remotizzata, ed è posta alle dipendenze del 4º Reparto tecnico manutentivo di Borgo Piave (LT).
La Squadriglia è dotata di un datalink collegato con le sale operative del GRCDA di Poggio Renatico (FE) e del 22º Gruppo radar di Licola ai quali trasmette i dati di avvistamento e tracciamento dei velivoli acquisiti. Dipende dalla 4ª Brigata telecomunicazioni e difesa aerea.

## Storia
La 113ª Squadriglia radar remota costituisce l'attuale eredità del 13º Gruppo radar dell'Aeronautica Militare (Gr.R.A.M.) (che aveva anche il compito di guidare i caccia della difesa aerea e gli intercettori teleguidati della difesa aerea nazionale del 16º stormo dell'ex 1ª Brigata Aerea dotata di Nike Hercules ed in caso di necessità delle unità del Comando artiglieria contraerei dell'Esercito dotate di Raytheon MIM-23 Hawk, quando a questi fosse stato ordinato di intervenire) e del 17° Gr.R.A.M., sciolti il 15 febbraio 2001.
La base radar trae origine dalla decisione della NATO nel dicembre 1956 di costituire una difesa aerea integrata tra i vari Paesi membri. La base operativa doveva sorgere in una località detta Lame, nei pressi di Concordia Sagittaria (Venezia), che però non fu ritenuta idonea poiché esposta ad allagamenti.
Anche se il nome Lame è rimasto nella memoria e identifica per molti l'attuale reparto, nel 1961 fu deciso di insediare la base radar in due località distinte: la zona logistica presso Concordia Sagittaria e la zona operativa, con le testate radar, presso Portogruaro (Venezia), distanti tra loro pochi chilometri.
Il personale iniziò ad affluire nei primi mesi del 1962 per operare con il radar di ricerca RV-377 ed il radar di quota S-244N.
Il 15 maggio 1963 fu costituito il Reporting Post/Early Warning – Lame. In seguito ad una ristrutturazione nell'ambito della difesa aerea fu incorporato presso ‘Lame’ il non lontano Centro radar mobile di Campoformido (UD).
Nel 1968 vennero installati i due radar: l'AN/MPS-11 (radar mobile di ricerca), e l'AN/MPS-14 (radar mobile di quota) provenienti da Campoformido. Nel marzo di quell'anno Lame assumeva ufficialmente la nuova denominazione di CRC/P (Centro Riporto e Controllo/Principale) in ambito nazionale, e MDC/EW (Master Direction Center/Early Warning) in ambito NATO, con il nominativo radio, tuttora impiegato, PEDRO.
Nel 1972 il CRC fu interessato dai lavori per la trasformazione in sito NADGE (NATO Air Defence Ground Environment). Allo scopo di monitorare le profonde valli ai confini orientali italiani, alla fine degli anni sessanta la Forza Armata decise d'installare una postazione radar (AN/FPS-8) presso il Monte Scinauz, in alta Carnia: nasceva così il 17° Gr.R.A.M. alle dipendenze del CRC di Lame.
Nel 1977 a Lame iniziarono i lavori per l'installazione dell'Argos-10, costruito dalla Selenia, e la base di Concordia Sagittaria fu scelta come sito prototipo per condurre tutte le prove. Il radar divenne operativo il 1º gennaio 1979.
Dal 1993 al 1995 ha partecipato all'Operazione Deny Flight.
Nel 1999 iniziarono i lavori di installazione del nuovo radar RAT31-SL di Alenia, divenuto pienamente operativo nel giugno 2001.
Il 15 febbraio 2001, nell'ottica del generale ridimensionamento attuato dall'Aeronautica Militare, venne decretato il contemporaneo scioglimento del 13° Gr.R.A.M. (Lame di Concordia) e del 17° Gr.R.A.M. (monte Scinauz) per dare vita ufficialmente, l'indomani, alla 113ª Squadriglia radar remota. Il 18 luglio 2001 fu spento l'AN/FPS-8 di monte Scinauz con la conseguente chiusura della sala operativa presso Portogruaro.
Nell'ottica di un ridimensionamento delle risorse destinate all'Aeronautica nell'agosto del 2007 è stata remotizzata ed è avvenuto il trasferimento dei locali e delle funzioni dalla Zona Logistica (tuttora chiusa) di Concordia Sagittaria alla Zona Operativa presso il comune di Portogruaro (VE), dove attualmente la Squadriglia, oltre ad assicurare l'efficienza degli apparati radio della rete aerotattica di comunicazioni radio terra-bordo-terra, vive una nuova evoluzione tecnologica: nel corso del 2012 si sono avviate le attività per l'installazione del moderno radar FADR (Fixed Air Defense Radar) RAT31-DL di Selex Sistemi Integrati.